# Meoneura subfreta
Meoneura subfreta är en tvåvingeart som beskrevs av Papp 1979. Meoneura subfreta ingår i släktet Meoneura och familjen kadaverflugor. Inga underarter finns listade i Catalogue of Life.